# Tamaulipas
Tamaulipas, oficiálně Estado Libre y Soberano de Tamaulipas (do češtiny volně přeloženo jako Svobodný a suverénní stát Tamaulipas) je jeden ze 31 států, které spolu s hlavním městem Ciudad de México tvoří federativní republiku Mexiko. Na severu sousedí s americkým státem Texas, na východě od něj leží Mexický záliv, na jihu Veracruz, na jihozápadě San Luis Potosí a na západě Nuevo León. Hlavním městem je Ciudad Victoria, pojmenované po prvním prezidentovi nezávislého Mexika Guadalupe Victoriovi, ale největším je Reynosa ležící na hranici USA, která má s aglomerací přes půl milionu obyvatel. Dalšími významnými sídly jsou přístav Tampico na jižní hranici státu a Nuevo Laredo v severozápadním výběžku na břehu Rio Grande.

## Etymologie
Název státu pochází z huasteckého výrazu Tamaholipa, což znamená „místo vysokých hor“ nebo podle jiného výkladu „místo modliteb“.

## Historie
Původními obyvateli Tamaulipas byli Olmékové, Čičimékové a Huastekové. V polovině patnáctého století se oblast stala vazalem Aztécké říše. Po příchodu španělských kolonizátorů v Tamaulipas působili františkánští misionáři, byla vytvořena provincie Nuevo Santander. V sedmnáctém a osmnáctém století do kraje vpadl ze severu apačský kmen Lipanové, jehož příslušníci postupně splynuli se starousedlíky. V roce 1824 se Tamaulipas stal jedním ze zakládajících států nezávislého Mexika. V roce 1845, kdy se od Mexika odtrhl Texas, přišel i Tamaulipas o část svého území ležící na sever od Rio Grande. V době francouzské intervence zde byly sváděny tuhé boje zejména o strategický přístav Tampico.

## Geografie
Pobřeží Mexického zálivu je rovinaté, ve vnitrozemí leží pohoří Sierra Madre Oriental dosahující v nejvyšším bodě 3280 metrů nad mořem. Podnebí je subtropické a převážně semiaridní, typickou rostlinou jsou kaktusy. Žije zde řada vzácných zvířat, jako puma americká nebo ocelot velký. Lokalita El Cielo v jižní části státu je biosférickou rezervací UNESCO, chránící původní mlžný les. Územím státu prochází obratník Raka.

## Ekonomika
Tamaulipas se podílí na HDP Mexika 3,3 procenty. Základem ekonomiky je pěstování kukuřice, rajčat a citrusových plodů, rozšířeno je i pastevectví dobytka a rybolov. Pobřeží na jihu okolo měst Tampico a Altamira je mexickým střediskem těžby a zpracování ropy. Rozvíjí se také turistika, vyhledávané jsou zejména pláže okolo města La Pesca. Vzhledem k blízkosti americké hranice je v Tamaulipas mnoho montoven vlastněných zahraničním kapitálem, zvaných maquiladoras. V hlavním městě sídlí vysoká škola Universidad Autónoma de Tamaulipas.